# Chalinolobus gouldii
Chalinolobus gouldii е вид бозайник от семейство Гладконоси прилепи (Vespertilionidae).

## Разпространение
Видът е разпространен в Австралия (Виктория, Западна Австралия, Куинсланд, Нов Южен Уелс, Северна територия, Тасмания и Южна Австралия).